# Descàrrega de dades mòbils
La descàrrega de dades mòbils és l'ús de les tecnologies de xarxes complementàries per al lliurament de les dades destinades inicialment per a xarxes cel·lulars. Les regles que activen l'acció de descàrrega mòbil pot ser establertes tant per un usuari conegut, també conegut com un subscriptor final mòbil, com per un operador. El codi operatiu en les normes resideix en un dispositiu de l'usuari final, en un servidor o es divideix entre els dos. Pels usuaris finals, l'objectiu de la descàrrega de dades mòbils es basa en el control de costos del servei de dades i en la disponibilitat de major amplada de banda. Per als operadors, l'objectiu principal de la descàrrega és evitar la congestió de les xarxes cel·lulars. Les principals tecnologies de xarxes complementàries utilitzades per a la descàrrega de dades mòbils són wi-fi, wimax, femtocel·la i la difusió mòbil integrada (aquesta última també coneguda per la seva denominació en anglès Integrated Mobile Broadcast o iMB). Es preveu que la descàrrega de dades mòbils es convertirà en un nou segment de la indústria, a causa de l'augment de les dades mòbils.